# NBA All-Star Game 2014
Das NBA All-Star Game 2014 fand am 16. Februar 2014 im Smoothie King Center in New Orleans statt, der Heimstätte der New Orleans Pelicans. Das All-Star Game der NBA fand damit nach 2008 zum zweiten Mal in New Orleans statt. Es endete mit einem 163:155-Sieg für die Auswahl des Ostens. Das Ergebnis machte das Spiel zum punktreichsten NBA-All-Star-Game in der Geschichte. Zum besten Spieler des Spiels wurde Kyrie Irving gewählt.

## All-Star Game

### Trainer
Head Coaches (deutsch Cheftrainer) der beiden All-Star-Teams sind traditionell die beiden Trainer, deren Mannschaft zwei Wochen vor dem Spiel die jeweilige Conference anführt. Für das Team der Western Conference war Scott Brooks, Trainer der Oklahoma City Thunder, und für das Team der Eastern Conference Frank Vogel, Trainer der Indiana Pacers, zuständig. Es war Brooks’ zweite und Vogels erste Teilnahme als Head Coach eines All-Star-Teams.

### Kader
Die Spieler (zwei Guards und drei Frontcourt-Spieler pro Conference), die per Fan-Abstimmung die meisten Stimmen erhielten, waren für die Startaufstellung gesetzt. Nach der Wahl suchten die 30 Head Coaches der NBA-Clubs weitere sieben Spieler für das Team ihrer Conference aus (zwei Guards, drei Frontcourt-Spieler und zwei weitere positionsunabhängige Spieler), sodass insgesamt 24 Spieler (+ nachnominierte Spieler) an diesem Spiel teilnehmen.
| Pos.          | Spieler           | Mannschaft             | Nominierung | Stimmen   |
| Starter       | Starter           | Starter                | Starter     | Starter   |
| ------------- | ----------------- | ---------------------- | ----------- | --------- |
| PG            | Stephen Curry     | Golden State Warriors  | 1.          | 1 047 281 |
| SG            | James Harden *    | Houston Rockets        | 2.          | 470 381   |
| SF            | Kevin Durant      | Oklahoma City Thunder  | 5.          | 1 396 294 |
| PF            | Blake Griffin     | Los Angeles Clippers   | 4.          | 688 466   |
| PF            | Kevin Love        | Minnesota Timberwolves | 3.          | 661 246   |
| Ersatzspieler |                   |                        |             |           |
| PG            | Chris Paul        | Los Angeles Clippers   | 7.          | 804 309   |
| PG            | Tony Parker       | San Antonio Spurs      | 6.          | 258 751   |
| PG            | Damian Lillard    | Portland Trail Blazers | 1.          | 280 966   |
| PF            | LaMarcus Aldridge | Portland Trail Blazers | 3.          | 609 172   |
| PF            | Dirk Nowitzki     | Dallas Mavericks       | 12.         | 201 873   |
| PF            | Anthony Davis **  | New Orleans Pelicans   | 1.          | 286 247   |
| C             | Dwight Howard     | Houston Rockets        | 8.          | 653 318   |
| Verletzt      |                   |                        |             |           |
| SG            | Kobe Bryant       | Los Angeles Lakers     | 16.         | 988 884   |

| Pos.          | Spieler         | Mannschaft          | Nominierung | Stimmen   |
| Starter       | Starter         | Starter             | Starter     | Starter   |
| ------------- | --------------- | ------------------- | ----------- | --------- |
| PG            | Kyrie Irving    | Cleveland Cavaliers | 2.          | 860 221   |
| SG            | Dwyane Wade     | Miami Heat          | 10.         | 929 542   |
| SF            | LeBron James    | Miami Heat          | 10.         | 1 416 419 |
| SF            | Paul George     | Indiana Pacers      | 2.          | 1 211 318 |
| PF            | Carmelo Anthony | New York Knicks     | 7.          | 935 702   |
| Ersatzspieler |                 |                     |             |           |
| PG            | John Wall       | Washington Wizards  | 1.          | 393 129   |
| SG            | DeMar DeRozan   | Toronto Raptors     | 1.          | 131 228   |
| SG            | Joe Johnson     | Brooklyn Nets       | 7.          | unbekannt |
| PF            | Paul Millsap    | Atlanta Hawks       | 1.          | unbekannt |
| PF            | Chris Bosh      | Miami Heat          | 9.          | 406 867   |
| C             | Joakim Noah     | Chicago Bulls       | 2.          | 181 145   |
| C             | Roy Hibbert     | Indiana Pacers      | 2.          | 524 809   |

## Belege
1. ↑  Spiegel Online: NBA: Nowitzki im All-Star-Game ohne Punkte, 17. Februar 2014
2. ↑  Der Rekord wurde beim NBA All-Star Game 2015 erneut gebrochen.
3. ↑  Thunder's Brooks earns spot as West coach in All-Star Game. In: NBA.com. 29. Januar 2014, abgerufen am 8. Februar 2014.
4. 1 2  Curry starts in first All-Star Game; LeBron top vote-getter. In: NBA.com. 23. Januar 2014, abgerufen am 8. Februar 2014.
5. ↑  Pelicans' Anthony Davis to replace Lakers' Kobe Bryant in 2014 NBA All-Star Game. In: NBA.com. 7. Februar 2014, abgerufen am 7. Februar 2014.